# Arthur Lamendin
Arthur Lamendin, né le 2 mars 1852 à Lourches dans le Nord et mort le 3 novembre 1920 à Neuville-sur-Escaut, est un syndicaliste et homme politique français. Il est avec Émile Basly l'une des grandes figures du syndicalisme minier dans le bassin minier du Nord-Pas-de-Calais.

## Biographie
Arthur Lamendin, fils de deux employés des mines, est issu d'un milieu modeste. Il devient mineur de fond, à la fosse no 1 - 1 bis - 1 ter des mines de Liévin. Intéressé par le syndicalisme, il crée en 1882 à Lens la première Chambre syndicale des mineurs, puis des sections ou permanences dans d'autres villes du bassin minier. Son employeur, qui n'apprécie pas son activisme, le licencie lors de la grande grève des mineurs d'Anzin en 1884. Il devient alors syndicaliste professionnel, prenant le poste de secrétaire général de l'Association syndicale des mineurs du Pas-de-Calais.
En 1890, le gouvernement l'appelle au Conseil supérieur du travail. Conseiller municipal à Liévin à partir de 1891, il est élu député en 1892. Il gardera son siège à la Chambre jusqu'en 1919, s'assurant la confiance de l'électorat populaire. Inscrit au groupe socialiste, il milite contre la mainmise de la finance sur la politique, pour l'amélioration de la condition ouvrière, pour la paix et la préparation d'une défense crédible, pour la généralisation de l'instruction et pour une imposition proportionnée aux revenus, un thème novateur à l'époque.
Conseiller général du canton de Lens-Ouest en 1904, il devient maire de Liévin en 1905, mais est battu en 1912. En 1906, lors de l'enterrement des victimes de la catastrophe de Courrières, il prononce un discours virulent contre la cupidité des compagnies minières et leur mépris de la vie humaine.
Resté dans le Pas-de-Calais lors de l'invasion allemande en 1914, Arthur Lamendin consacre toutes ses forces au ravitaillement de Liévin, qui souffre de pénurie. Mais en 1916, il est évacué vers Paris car sa santé se détériore. Après la guerre, il abandonne le combat électoral, et devient président de la section SFIO de Neuville-sur-Escaut. Il y décède à 68 ans.
De nombreuses villes du Nord-Pas-de-Calais, y compris Lourches où il est né, Liévin dont il a été maire et Neuville-sur-Escaut où il a fini ses jours, lui ont rendu hommage en baptisant une rue, une avenue ou un boulevard « Lamendin » ou « Arthur-Lamendin ».